# Adam Obrubanski
Adam Obrubański (Kopytschynzi 1892. december 18. – Katiny, 1940. május) lengyel labdarúgó (csatár), edző, sportaktivista és újságíró (Ilustrowanego Kuryera Codziennego), nemzetközi labdarúgó-játékvezető. Teljes neve Adam Józef Obrubański. Polgári foglalkozása ügyvéd, hivatásos katona. 1914-től az osztrák, 1918-tól a lengyel katonaság tisztje. A második világháború idején tartalékos századosként teljesített szolgálatot, ahol a Katyńi vérengzés áldozata lett.

## Pályafutása

### Labdarúgóként
1908-1913 között az AZS Kraków, 1914-től a Wisła Kraków SA, 1920-1922 között a ŁKS Łódź labdarúgója.

### Nemzeti játékvezetés
Játékvezetésből Łódźban vizsgázott. Vizsgáját követően, a Lengyel Labdarúgó-szövetség Játékvezető Bizottságának (JB) minősítésével, csapat-játékvezetőként 1921-től az élvonalbeli csapatok bajnokságában vezethetett (még aktív labdarúgó!). 1927-től a Ekstraklasa játékvezetője. Küldési gyakorlat szerint rendszeres partbírói szolgálatot is végzett. A nemzeti játékvezetést 1940-ben halálával befejezte. 
| Időpont         | Helyszín                | Mérkőzés típusa | Mérkőzés                           | Eredmény | Nézők száma |
| --------------- | ----------------------- | --------------- | ---------------------------------- | -------- | ----------- |
| 1921. június 5. | Miejski Stadion, Krakkó | bajnoki döntő   | KS Cracovia Kraków–Wisła Kraków SA | 1 – 1    | 38 000      |

### Nemzetközi játékvezetés
A Lengyel labdarúgó-szövetség JB terjesztette fel nemzetközi játékvezetőnek, a Nemzetközi Labdarúgó-szövetség (FIFA) 1924-től tartotta nyilván bírói keretében.
Az első lengyel játékvezető, akit a FIFA JB nemzetközi mérkőzésen foglalkoztatott. A FIFA JB központi nyelvei közül a németet beszélte. Több nemzetek közötti válogatott és klubmérkőzést vezetett, vagy működő társának partbíróként segített. A  nemzetközi játékvezetéstől 1925-ben búcsúzott.

#### Olimpiai játékok
Az 1924. évi nyári olimpiai játékokon a FIFA JB csak partbírói szolgálatra alkalmazta.
| Időpont         | Helyszín                                | Mérkőzés típusa                      | Mérkőzés                                                              | Játékvezető              | Eredmény | Nézők száma |
| --------------- | --------------------------------------- | ------------------------------------ | --------------------------------------------------------------------- | ------------------------ | -------- | ----------- |
| 1924. május 25. | Bergeyre Stadion, Párizs                | első forduló                         | Csehszlovákia az olimpiai játékokon–Törökország az olimpiai játékokon | Peder Christian Andersen | 5 – 2    | 4 344       |
| 1924. május 27. | Központi Stadion, Párizs                | egyik nyolcaddöntő                   | Franciaország az olimpiai játékokon–Lettország az olimpiai játékokon  | Henry Christophe         | 7 – 0    | 5 145       |
| 1924. május 29. | Yves-du-Manoir Olimpiai Stadion, Párizs | egyik nyolcaddöntő                   | Belgium az olimpiai játékokon–Svédország az olimpiai játékokon        | Heinrich Retschury       | 1 – 8    | 8 532       |
| 1924. május 30. | Bergeyre Stadion, Párizs                | egyik megismételt nyolcaddöntő       | Svájc az olimpiai játékokon–Csehszlovákia az olimpiai játékokon       | Marcel Slawick           | 1 – 0    | 5 673       |
| 1924. június 5. | Colombes Stadion, Párizs                | egyik elődöntő                       | Svédország az olimpiai játékokon–Svájc az olimpiai játékokon          | Iváncsics Mihály         | 1 – 2    | 7 448       |
| 1924. június 8. | Olimpiai Stadion, Párizs                | bronztalálkozó                       | Hollandia az olimpiai játékokon–Svédország az olimpiai játékokon      | Heinrich Retschury       | 1 – 1    | 9 915       |
| 1924. június 9. | Olimpiai Stadion, Párizs                | bronztalálkozó megismételt mérkőzése | Hollandia az olimpiai játékokon–Svédország az olimpiai játékokon      | Mohammed Youssof         | 1 – 3    | 40 522      |

## Sportvezetőként
1910-ben egyik szervezője az egyetemi labdarúgó-válogatottnak. A válogatottat 1912-ben központi utasításra felszámolták. 1922. május 14.–1924. augusztus 31. között 14 alkalommal volt a Lengyel labdarúgó-válogatott szövetségi kapitánya. Az 1924. évi nyári olimpiai játékok labdarúgó-tornáján a lengyel válogatott edzője. 1925–1926 között a Lengyel Olimpiai Bizottság tagja. 1939-ben a Sport Újságírók Szövetségének elnöke.